# 204816 Andreacamilleri
204816 Andreacamilleri este o planetă minoră (asteroid) din centura de asteroizi. A fost descoperită pe 16 iulie 2007 la Borbona de Vincenzo Silvano Casulli⁠(d). 
Obiectul prezintă o orbită caracterizată de o semiaxă mare de 2,8030487305644 UAi, o excentricitate de 0,14, o înclinație de 8,5 ° în raport cu ecliptica.